# Issy 3 Moulins
Issy 3 Moulins, ou Centre commercial des Trois-Moulins est un centre commercial d'Île-de-France se situant dans la commune d'Issy-les-Moulineaux. Il est détenu par le gestionnaire d'investissements immobiliers Union Investment Real Estate et commercialisé par Terranae.

## Situation et accès
Ce centre commercial se trouve place de la Résistance, à l'angle de la rue Aristide-Briand (anciennement rue de Boulogne) et de la rue du Docteur-Lombard.
Il est accessible par la ligne 2 du tramway d'Île-de-France et la ligne C du RER d'Île-de-France.

## Historique
Il a ouvert en 1992 sur la ZAC Sainte-Lucie, elle-même créée en 1984.
Cependant, la population des environs s'embourgeoise avec le temps, et le centre ne s'adapte pas à sa nouvelle clientèle. Ses quatre millions de visites annuelles dépendent de la présence d'un Auchan qui occupe 50% des sols (autour de 7 000 m²), et d'un H&M. Les seuls rénovations entreprises sont l'agrandissement d'Auchan et la nouvelle entrée côté gare de tram. Son bail (détenu par la société Corio) est repris en 2013 par Union Investment Real Estate qui annonce un plan de modernisation et de montée en gamme. L'annonce de sa rénovation complète vient en 2015, une rénovation qui concerne uniquement les espaces intérieurs.

## Description
Sa surface s'élève à 13 000 mètres carrés. Il compte une trentaine de commerces dont un hypermarché Auchan de 7 000 m2.